# Grundtvigianism

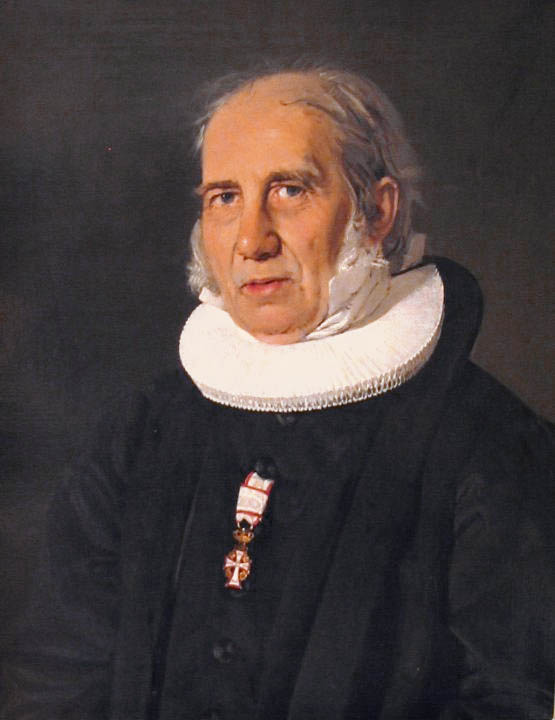
Nikolaj Frederik Severin Grundtvig

Grundtvigianism är en dansk religiös och politisk livsåskådning och folkrörelse, grundad av den danske prästen, teologen, översättaren, politikern, folkbildaren och författaren N.F.S. Grundtvig, (1783-1872). Politiskt verksam c:a 1810-1872. Grundtvig brukar vid sidan av Sören Kierkegaard föras fram som en av de stora danska tänkarna under 1800-talet.
Grundtvigianismen påverkade starkt det danska 1800-talet på flera genomgripande sätt, och har konsekvenser för danskt samhällsliv än idag. Grundtvigianismen är en viktig nyckel för att kunna förstå danskt historiskt och nutida samhällsliv, och dess betydelse är lätt att underskatta eller förbise för utomstående.
Rörelsens huvudsats är "Människa först, kristen sedan", en för tiden mycket kontroversiell tes, som innebär att de mänskliga behoven är viktigare och högre prioriterade än kristendomens krav, samtidigt som livet bör inspireras av kristna hållningar. Därmed intar grundtvigianismen både en kristendomskritisk hållning, och en kristendomsinspirerad hållning.
Grundtvigianismen har haft mycket stort inflytande över danskt politiskt liv, samhällsliv och andligt liv, på ett sätt som inte har motsvarigheter i de andra nordiska länderna.
Grundtvig utformade sina teser under hela sitt liv, och grundtvigianismen påverkade den nya grundlag, Danmarks rikes grundlag som Danmark lagfäste 1849, genom att han satt med i Den Grundlovgivende Rigsforsamling, alltså den församling som utformade grundlagen på 1840-talet. N.F.S. Grundtvig satt därefter i Folketinget i 1849-1858.

## Ideologi
Grundläggande för Grundtvigs politiska åskådning var bönderna som politisk kraft och kulturbärare. Han utvecklade denna tes i flera böcker och stridbara debatter under det tidiga 1800-talet.
Detta var också en kontroversiell hållning, eftersom Danmark fortfarande vid slutet av 1700-talet var ett halvfeodalt samhälle. I princip inga bönder i Danmark ägde sin egen jord innan 1780-talet, och samhällslivet var starkt styrt av adeln. 
Situationen i Sverige var annorlunda, där en stor del av bönderna var självägande (alltså ägde sin egen jord), och dessutom hade representation i Sveriges riksdag, eller i Norge där alla bönder ägde sin egen jord och någon adel inte existerade. I Danmark saknade bönderna politisk representation, och ägde heller ingen mark. De var också bundna till godsherrarna genom livegenskapsliknande lagar.
På 1780-talet inleddes jordreformer, landboreformerna som syftade till att fördela jorden bättre, och flera halvfeodala lagar avskaffades, särskilt den hatade lagen stavnsbåndet, som avlöst det ännu strängare vornedskabet. Stavnsbåndet förbjöd de danska bönderna att söka arbete vid något annat gods i riket. De danska bönderna var alltså enligt lag fångade i en slags livegenskap fram till 1790-talet. Stavnsbåndet avskaffades 1788, och då endast för bönder över 36 år. År 1800 avskaffades stavnsbåndet för alla bönder.
Grundtvig propagerade under 1810-talet och framåt för att bönderna ytterligare måste befrias, både materiellt och andligt. Detta skulle ske med två medel. Materiellt, genom ytterligare jorddelning för att åstadkomma självägande bönder och bryta adelns makt. Andligt, genom att inrätta folkhögskolor, där landsbygdbefolkningen kunde nå andlig bildning och kultur. Grundtvig var också stark motståndare till industrialisering, som han menade splittrade samhället.
I enlighet med detta startade Grundtvig världens första folkhögskola, Rødding folkhögskola, i Rødding, Vejens kommun i Danmark, 1844.

## Det levande ordet
Det levande ordet är ett annat centralt begrepp i grundtvigianismen. Grundtvig menade att ordet blev verkligt först när det användes och uttalades. Av denna anledning förespråkade han undervisning i ett levande utbyte mellan lärare och elever, och detta skulle vara vägledande för folkhögskolans funktionssätt. 
Han var av denna orsak något skeptisk till bibliotek, och mycket skeptisk till ensamt läsande och alltför stark lärarauktoritet. Lärandet skulle ske i en levande process mellan lärare och elever, där också läraren lärde sig något, genom sina elever.
Han propagerade starkt för sången som andlig lärdomsväg, och såg i sången sin egen vision om "det levande ordet". Han skrev också som en konsekvens av detta, flera hundra sånger och psalmer under sitt liv. I den danska psalmboken är ett stort antal psalmer skrivna av Grundtvig, och flera av dessa finns införda även i den svenska psalmboken.

## Sognebåndet
Att frikyrkor knappast existerar i Danmark är också en konsekvens av grundtvigianismen. Grundtvig menade att ingen skulle vara bunden av en geografisk församling, utan att församlingar istället skulle uppstå mellan människor. Sognebåndet, (sv. sockentvånget) alltså kravet på att tillhöra den sockenförsamling som man geografiskt bodde i, avskaffades 1855 på förslag av Grundtvig. 
Vem som helst fick efter det rätt av välja den präst och församling man ville tillhöra. 
Efterhand fick var och en också rätt att bilda egna församlingar, förutsatt att man var minst 10 personer, och att församlingen var en del av Folkekirken. "Frikyrkor" eller "fria församlingar" uppstod då innanför den danska Folkekirken i enlighet med grundtvigianismens idéer om fritt församlingsbildande, och "det levande ordet". Det mest kända exemplet är Indre mission. Av denna orsak är det än idag ovanligt med frikyrkor i Danmark.

## Venstre
Grundtvigianismen ligger till grund för det danska partiet Venstre, som från början var ett renodlat landsbygds- och bondeparti. Venstre har sitt ursprung i det grundtvigianska Bondevennernes selskab och Venstre skiljer sig därmed från sina liberala systerpartier i Norden, som inte grundats som agrarpartier. Venstres systerpartier i de andra nordiska länderna är dock både centerpartierna och de socialliberala partierna.
Venstre motarbetade den godsägande adeln under slutet av 1800-talet, och propagerade för jordreformer och allmänna försäkringar. Bland annat lyckades Venstre, som första land i världen, införa allmän sjukförsäkring i Danmark år 1895. 
Venstres sociala ambitioner stannade inte vid bönderna, utan utsträcktes till alla människor i Danmark utanför adeln. Av denna anledning kom Venstre under sent 1800-tal och tidigt 1900-tal att inta den plats som socialdemokraterna senare kom att inta i Norge och Sverige.
Flera av Venstres företrädare under 1800- och 1900-talen har vuxit upp i grundtvigianskt präglade miljöer, till exempel statsminister Erik Eriksen.